# 100-km-Straßenlauf-Weltmeisterschaften
Die 100-km-Straßenlauf-Weltmeisterschaft (seit 2010 IAU 100 km World Championships; zuvor IAU 100 km World Cup bzw. von 1993 bis 2003 IAU 100 km World Challenge) ist ein seit 1987 von der International Association of Ultrarunners (IAU) unter der Schirmherrschaft der IAAF ausgerichteter Ultramarathon-Wettkampf, der als Straßenlauf über eine Distanz von 100 km ausgetragen wird. Seit 2016 findet die Weltmeisterschaft im jährlichen Wechsel mit der 24-Stunden-Lauf-Weltmeisterschaft statt.

## Geschichte
Die Austragung von 1987 in Torhout (Belgien) war noch inoffiziell und wurde erst nachträglich in die offizielle Zählung aufgenommen. 1991 wurde eine Teamwertung eingeführt, bei der sowohl bei den Männern wie auch bei den Frauen die besten drei Ergebnisse der Läufer einer Nation addiert werden.
2010 wurde die Veranstaltung mit Zustimmung der IAAF zu Weltmeisterschaften aufgewertet. 2013 wurde die für den 13. Oktober in Jeju-do (Südkorea) angesetzte Austragung wegen finanzieller Probleme des lokalen Organisationskomitees abgesagt.
Bislang haben deutsche Mannschaften bei den Männern zweimal Gold (1992, 1994), zweimal Silber (1991, 1998) und viermal Bronze (2001, 2003, 2005, 2006) gewonnen. Bei den Frauen gab es bislang in der Teamwertung viermal Gold (1991, 1992, 1998, 2000), dreimal Silber (1995, 1996, 2003) und viermal Bronze (1997, 1999, 2001, 2007). In der Einzelwertung errangen bei den Männern Herbert Cuntz (1989), Kazimierz Bak (1994) und Michael Sommer (2003) Bronze. Bei den Frauen holten 1989 Katharina Janicke Gold und Sigrid Lomsky Silber, während Maria Bak 1995, Constanze Wagner 2000 und Elke Hiebl 2003 auf den Bronzerang liefen.

## Wettkampfübersicht

### Veranstaltungsliste
|     | Jahr | Datum            | Land               | Ort/Veranstaltung                                  | Zieleinläufe        | Ergebnisse                      |
| --- | ---- | ---------------- | ------------------ | -------------------------------------------------- | ------------------- | ------------------------------- |
| 01. | 1987 | 20./21. Juni     | Belgien            | Torhout, 8. Nacht von Flandern                     | 271 (255 m, 16 w)   | Ergebnisse                      |
| 02. | 1988 | 1. Oktober       | Spanien            | Santander, 100 km Internacionales de Cantabria     | 203 (187 m, 16 w)   | Ergebnisse                      |
| 03. | 1989 | 25. Juni         | Frankreich         | Paris                                              | 329 (307 m, 22 w)   | Ergebnisse                      |
| 04. | 1990 | 27. Oktober      | Vereinigte Staaten | Duluth, Edmund Fitzgerald 100K Road Race           | 125 (98 m, 27 w)    | Resultaten, Ergebnisse          |
| 05. | 1991 | 25./26. Mai      | Italien            | Florenz-Faenza, 19. 100 km del Passatore           | 1156 (1082 m, 74 w) | Placing, Ergebnisse             |
| 06. | 1992 | 16. Februar      | Spanien            | Palamós, III. 100km de la Costa Brava              | 289 (247 m, 42 w)   | Ergebnisse                      |
| 07. | 1993 | 7./8. August     | Belgien            | Torhout                                            | 215 (168 m, 47 w)   | Ergebnisse                      |
| 08. | 1994 | 26. Juni         | Japan              | Kitami, 9. Saroma-See-100-km-Ultramarathon         | 83 (57 m, 26 w)     | Ergebnisse                      |
| 09. | 1995 | 16. September    | Niederlande        | Winschoten, Run Winschoten                         | 221 (170 m, 51 w)   | Ergebnisse                      |
| 10. | 1996 | 4. Mai           | Russland           | Moskau                                             | 60                  | Teilergebnisse                  |
| 11. | 1997 | 13. September    | Niederlande        | Winschoten, Run Winschoten                         | 153 (105 m, 48 w)   | Resultaten, Ergebnisse          |
| 12. | 1998 | 18. Oktober      | Japan              | Nakamura 5. River Shimanto 100km                   | 84 (50 m, 34 w)     | Ergebnisse                      |
| 13. | 1999 | 15. Mai          | Frankreich         | Chavagnes-en-Paillers, 12 ème Les 100 km de Vendée | 142 (95 m, 47 w)    | Résultats, Ergebnisse           |
| 14. | 2000 | 9. September     | Niederlande        | Winschoten, Run Winschoten                         | 194 (153 m, 41 w)   | Resultaten, Ergebnisse          |
| 15. | 2001 | 26. August       | Frankreich         | Cléder                                             | 146 (94 m, 52 w)    | Résultats, Ergebnisse           |
| 16. | 2002 | 21./22. Juni     | Belgien            | Torhout, 23. Nacht von Flandern                    | 178 (138 m, 40 w)   | Ergebnisse                      |
| 17. | 2003 | 16. November     | Taiwan             | Tainan                                             | 149 (102 m, 47 w)   | Ergebnisse                      |
| 18. | 2004 | 11. September    | Niederlande        | Winschoten, Run Winschoten                         | 202 (141 m, 61 w)   | Resultaten, Ergebnisse          |
| 19. | 2005 | 26. Juni         | Japan              | Kitami, 20. Saroma-See-100-km-Ultramarathon        | 98 (71 m, 27 w)     | Ergebnisse                      |
| 20. | 2006 | 8. Oktober       | Südkorea           | Misari-Seoul                                       | 116 (69 m, 47 w)    | Ergebnisse                      |
| 21. | 2007 | 8. September     | Niederlande        | Winschoten, Run Winschoten                         | 123 (76 m, 47 w)    | Results (pdf 125kb), Ergebnisse |
| 22. | 2008 | 8. November      | Italien            | Tuscania-Tarquinia, 100 km degli Etruschi          | 159 (103 m, 56 w)   | Ergebnisse                      |
| 23. | 2009 | 19./20. Juni     | Belgien            | Torhout, 30. Nacht von Flandern                    | 126 (79 m, 47 w)    | Résultats, Ergebnisse           |
| 24. | 2010 | 7. November      | Gibraltar          | Gibraltar                                          | 138 (92 m, 46 w)    | Ergebnisse                      |
| 25. | 2011 | 10. September    | Niederlande        | Winschoten, Run Winschoten                         | 146 (96 m, 50 w)    | Results (pdf 70kb), Ergebnisse  |
| 26. | 2012 | 22. April        | Italien            | Seregno                                            | 223 (168 m, 55 w)   | Ergebnisse                      |
|     | 2013 |                  |                    | abgesagt                                           |                     |                                 |
| 27. | 2014 | 21./22. November | Katar              | Doha                                               | 136 (91 m, 45 w)    | Results (xlsx 36kb), Ergebnisse |
| 28. | 2015 | 12. September    | Niederlande        | Winschoten, 40. Run Winschoten                     | 161 (106 m, 55 w)   | Ergebnisse                      |
| 29. | 2016 | 27. November     | Spanien            | Los Alcázares                                      | 137 (89 m, 48 w)    | Clasificatiónes, Ergebnisse     |
| 30. | 2018 | 8. September     | Kroatien           | Sveti Martin na Muri                               | 252 (143 m, 109 w)  | Ergebnisse                      |
| 31. | 2022 | 27. August       | Deutschland        | Berlin/Bernau                                      | 198 (109 m, 89 w)   | Ergebnisse                      |
|     |      |                  |                    |                                                    |                     |                                 |

### Siegerliste
| Jahr | Männer Einzel           | Zeit (h) | Männer Team            | Frauen Einzel             | Zeit (h) | Frauen Team                |
| ---- | ----------------------- | -------- | ---------------------- | ------------------------- | -------- | -------------------------- |
| 2022 | Haruki Okayama          | 6:12:10  | Japan -6-              | Floriane Hot              | 7:04:03  | Vereinigte Staaten -6-     |
| 2018 | Hideaki Yamauchi -2-    | 6:28:05  | Japan -5-              | Nikolina Šustić           | 7:20:34  | Japan -3-                  |
| 2016 | Hideaki Yamauchi        | 6:18:22  | Südafrika              | Kirstin Bull              | 7:24:25  | Japan -2-                  |
| 2015 | Jonas Buud              | 6:22:44  | Schweden               | Camille Herron            | 7:08:35  | Vereinigte Staaten -5-     |
| 2014 | Max King                | 6:27:41  | Vereinigte Staaten -2- | Ellie Greenwood -2-       | 7:30:44  | Vereinigtes Königreich -2- |
| 2012 | Giorgio Calcaterra -3-  | 6:23:20  | Italien -4-            | Amy Sproston              | 7:34:08  | Vereinigte Staaten -4-     |
| 2011 | Giorgio Calcaterra -2-  | 6:27:32  | Vereinigte Staaten     | Marina Bytschkowa         | 7:27:19  | Russland -8-               |
| 2010 | Shinji Nakadai          | 6:43:44  | Japan -4-              | Ellie Greenwood           | 7:29:05  | Vereinigtes Königreich     |
| 2009 | Yasukazu Miyazato       | 6:40:44  | Japan -3-              | Kami Semick               | 7:37:24  | Vereinigte Staaten -3-     |
| 2008 | Giorgio Calcaterra      | 6:37:41  | Italien -3-            | Tatjana Schirkowa         | 7:23:33  | Russland -7-               |
| 2007 | Shin’ichi Watanabe      | 6:23:21  | Japan -2-              | Norimi Sakurai            | 7:00:27  | Japan                      |
| 2006 | Yannick Djouadi         | 6:38:41  | Russland -8-           | Elizabeth Hawker          | 7:29:12  | Italien -2-                |
| 2005 | Grigori Mursin -2-      | 6:24:15  | Japan                  | Hiroko Shō                | 7:53:41  | Vereinigte Staaten -2-     |
| 2004 | Mario Ardemagni         | 6:18:24  | Italien -2-            | Tatjana Schirkowa -2-     | 7:10:32  | Russland -6-               |
| 2003 | Mario Fattore -2-       | 7:04:59  | Italien                | Monica Casiraghi          | 8:04:47  | Italien                    |
| 2002 | Mario Fattore           | 6:34:23  | Russland -7-           | Tatjana Schirkowa         | 7:37:06  | Russland -5-               |
| 2001 | Yasufumi Mikami         | 6:33:28  | Frankreich-3-          | Elwira Kolpakowa          | 7:31:12  | Russland -4-               |
| 2000 | Pascal Fétizon          | 6:23:15  | Frankreich -2-         | Edit Bérces               | 7:25:21  | Deutschland -4-            |
| 1999 | Simon Pride             | 6:24:05  | Russland -6-           | Anna Balošáková           | 7:33:02  | Frankreich -2-             |
| 1998 | Grigori Mursin          | 6:30:06  | Russland -5-           | Carolyn Hunter-Rowe -2-   | 8:16:07  | Deutschland -3-            |
| 1997 | Sergei Janenko          | 6:25:25  | Russland -4-           | Walentina Ljachowa        | 7:30:37  | Frankreich                 |
| 1996 | Konstantin Santalow -3- | 6:32:41  | Russland -3-           | Walentina Schatjajewa -2- | 7:33:10  | Russland -3-               |
| 1995 | Valmir Nunes -2-        | 6:18:09  | Russland -2-           | Ann Trason -2-            | 7:00:48  | Vereinigte Staaten         |
| 1994 | Alexei Wolgin           | 6:22:43  | Deutschland -2-        | Walentina Schatjajewa     | 7:34:58  | Russland -2-               |
| 1993 | Konstantin Santalow -2- | 6:26:26  | Russland               | Carolyn Hunter-Rowe       | 7:27:19  | Russland                   |
| 1992 | Konstantin Santalow     | 6:23:35  | Deutschland            | Nursija Bagmanowa         | 7:44:37  | Deutschland -2-            |
| 1991 | Valmir Nunes            | 6:35:36  | Frankreich             | Eleanor Adams -2-         | 7:52:15  | Deutschland                |
| 1990 | Roland Vuillemenot      | 6:34:02  | ---                    | Eleanor Adams             | 7:55:08  | ---                        |
| 1989 | Bruno Scelsi            | 6:47:06  | ---                    | Katharina Janicke         | 8:07:41  | ---                        |
| 1988 | Domingo Catalán -2-     | 6:34:41  | ---                    | Ann Trason                | 7:30:49  | ---                        |
| 1987 | Domingo Catalán         | 6:19:35  | ---                    | Agnes Eberle              | 8:01:33  | ---                        |